# Col du Mont
Le col du Mont est un col qui relie la vallée de la Tarentaise, en France, au Valgrisenche, en Italie. Il se situe dans les Alpes, à 2 636 ou 2 639 mètres d'altitude, et est accessible par voie pédestre uniquement.

## Géographie et accès
Le col est un passage entre le bec de l’Âne au nord (ou Grand bec du Mont, 3 213 m) et la pointe d'Archeboc au sud (3 272 m). Il se prolonge sur le versant italien par le glacier d’Ormelune. Du col coule en France le ruisseau du Mercuel, dans le vallon du même nom.
Côté français, le col est accessible à pied par un sentier passant par le refuge de l’Archeboc et le vallon de Mercuel. Cet itinéraire est utilisé dès l’installation des premiers habitants de la vallée pour passer vers le Valgrisenche.
Du côté italien, le sentier 13 permet de rejoindre le col à partir de Valgrisenche.

## Histoire

### Époques romaine et médiévale
Le col du Mont est utilisé comme voie de passage vers Aoste dès l’époque romaine ; certains toponymes pourraient être dérivés du latin, comme celui du vallon de Mercuel (du dieu Mercure).
Le passage est attesté pendant l’Antiquité et au Moyen Âge grâce à des vestiges archéologiques ; la route par le col du Mont pouvait en effet être pratiquée plus facilement et plus longtemps dans l’année, contrairement au col voisin du Petit-Saint-Bernard. Elle présente de plus l’avantage d’être proche d’Aoste et de la route du Grand-Saint-Bernard.

### Époque moderne
À partir du XVIIe siècle, la région de Valgrisenche, en Italie, acquiert une importance militaire, et les ouvrages de fortification se multiplient pour empêcher une éventuelle invasion française. On trouve des traces de présence militaire italienne au col en 1597, et une carte de 1703 met en évidence des retranchements vers le col.
Entre 1792 et 1800, le col du Mont est le théâtre de combats à la suite de la Révolution française ; il est tenu par les Piémontais, emmenés par Jean-François Chamonin, natif de Valgrisenche, et par un autre valdôtain, Claude-Joseph Darbelley, après le départ des troupes du roi de Sardaigne : les habitants de la région ont alors gardé les armes et matériels abandonnés par l’armée pour prendre en charge la défense de la vallée.
Le 4e bataillon de l’Ain, mené par Thomas Bernard, est stationné à Sainte-Foy-Tarentaise. On attribue au commandant Bernard la phrase suivante : « Ou je prends le col du Mont, ou je meurs, ou je brûle le Miroir ! »,.

En 1795, les armées françaises menées par le commandant Bernard parviennent, après leur troisième tentative, à reprendre le col du Mont aux piémontais ; cette offensive est menée le 13 mai à partir de minuit par trois groupes de soldats, pour un total de 1 500 hommes : le troisième groupe, celui du commandant Bernard, est bloqué par les conditions climatiques sur le glacier de la Sassière, et beaucoup périssent, mais les deux premiers groupes surprennent le matin l’armée italienne, qui abandonne ses positions.
Les habitants de Sainte-Foy-Tarentaise sont ensuite mis à contribution en 1799 pour construire des baraquements militaires au col du Mont, côté français.
Du côté de Valgrisenche, une caserne est bâtie dans les années 1890 pour abriter 300 hommes.

### Seconde Guerre mondiale
Durant la Seconde Guerre mondiale, le col est utilisé par les troupes italiennes pour descendre sur Sainte-Foy-Tarentaise, qui est partiellement occupée par les Italiens, puis les Allemands à partir de 1943.
Le 26 janvier 1945, 51 ouvriers piémontais de l'usine Cogne et quatre soldats participent à une opération de ravitaillement de la garnison allemande ; les conditions climatiques sont mauvaises, les travailleurs mal équipés, et le ravitaillement n’est pas urgent, mais les ordres sont quand même donnés. La colonne est prise dans une avalanche, et 33 des ouvriers ainsi que deux soldats y meurent.
Le col est finalement libéré en mars 1945 après l’intervention des 7e et 27e bataillon de chasseurs alpins.

### D’après-guerre à nos jours
Une croix est érigée en mémoire des soldats tombés pendant la Seconde Guerre mondiale.
En 2015, une stèle est posée du côté italien en mémoire des victimes du 26 janvier 1945.

## Traditions
Depuis 1980, des rencontres franco-italiennes ont lieu une fois par an, le troisième dimanche de juillet, au col du Mont. Elles réunissent les habitants de Sainte-Foy-Tarentaise et ceux de Valgrisenche, pour une messe et un repas pris en commun avec des spécialités locales ; respectivement des diots et de la polenta.

### Les reliques de Saint Grat
En 1380, les reliques de Saint Grat ont été volées de la cathédrale d'Aoste. Des maçons originaires de Fontainemore, qui travaillaient en Savoie, les ont retrouvées et les ont rapportées en Vallée d'Aoste par le col du Mont et surplombant un lac qui fut renommé lac de Saint-Grat en son honneur. En souvenir de cet événement, encore aujourd'hui des maçons de Fontainemore, habillés en costume traditionnel, portent les reliques lors de la procession à Aoste le jour de la Saint-Grat (7 septembre).